# NGC 6518
NGC 6518 est une galaxie elliptique compacte située dans la constellation d'Hercule. Sa vitesse par rapport au fond diffus cosmologique est de 6 645 ± 34 km/s, ce qui correspond à une distance de Hubble de 98,0 ± 6,9 Mpc (∼320 millions d'al). NGC 6518 a été découverte par l'astronome français Édouard Stephan en 1884.
En raison d'une brillance de surface égale à 11,91 mag/am2, on peut qualifier NGC 6518 de galaxie présentant une brillance de surface élevée.